# Saliceto
Saliceto es una comuna y población de Francia, en la región de Córcega, departamento de Alta Córcega.
Su población en el censo de 1999 era de 47 habitantes.
- Datos: Q245717
- Multimedia: Saliceto (Haute-Corse) / Q245717

1. ↑  Worldpostalcodes.org, código postal n.º 20218.
2. ↑  INSEE, Datos de población para el año 2012 de Saliceto (en francés).